# Moczydła (powiat czarnkowsko-trzcianecki)
Moczydła (niem. Erbenswunsch) – wieś w Polsce, położona w województwie wielkopolskim, w powiecie czarnkowsko-trzcianeckim, w gminie Drawsko.
| SIMC    | Nazwa   | Rodzaj    |
| ------- | ------- | --------- |
| 1015920 | Kaczory | część wsi |

W latach 1975–1998 miejscowość należała administracyjnie do województwa pilskiego.